# Brough on Noe
Brough on Noe es un pueblo del distrito de Derbyshire, Inglaterra, ubicado en el Peak District National Park, a unos 20 km al oeste de Sheffield.
Según el censo del 2001, entre Brough on Noe y el pueblo vecino de Shatton reunían una población combinada de 145 personas. Hay una rivalidad amistosa entre los dos pueblos que se manifiesta en numerosas competiciones deportivas que los enfrentan durante todo el año.
Al este del pueblo se encuentran restos de una Villa y fuerte romano denominado Navio (Nauione o Navione), construido en el 53 para enfrentar la sublevación de Venutius en el territorio de los brigantes.
Abandonado en tiempos de Adriano fue reconstruido en el período Antonino. Hay evidencias de destrucción alrededor del 196. Sufrió nuevas modificaciones en la época de Severo y en el 343. La única referencia encontrada respecto de las tropas que lo ocuparon es acerca de una cohorte de tropas auxiliares oriundas de Aquitania.